# 大虫神社 (与謝野町)
大虫神社（おおむしじんじゃ）は、京都府与謝郡与謝野町温江（あつえ）に鎮座する神社。式内社（名神大社）で、社格は旧府社。鎮座地は野田川の中流域で加悦谷（かやだに）と称される地の東方台地上、大江山連峰の西山裾に位置する。加悦谷には国の史跡に指定されている蛭子山古墳や作山古墳群などの古墳や遺跡が密集し、古代丹後地方における最先進地帯であったと見られている。

## 祭神
- 大己貴命 （明治16年調『与謝郡神社明細帳』[1]は大山咋命を祀るという異説を併記する）
- 少童命 （明治14年に合祀した阿知江神社の祭神）
- 大田命 （阿知江神社と同時に合祀した床浦神社の祭神）

## 歴史

### 創建伝承
かつては温江字小森谷の小虫神社とともに大江山中腹の池ケ成（いけがなる）という地に鎮座し、「虫宮（むしのみや）」と呼ばれていた。往昔大己貴命が沼河姫と当地に居住している時、槌鬼（つちおに）という悪鬼が現れ、その毒気に当てられた姫が病気に罹り大己貴命が嘆いていると、小虫神社の祭神である少名彦命が八色の息を吐きかけて槌鬼を追い出して姫は回復したが、今度はその息のために人や動植物が虫病に苦しむようになったため、少名彦命は「小虫」と名乗ってそれぞれの体内から害源である悪虫を除くことを、大己貴命は「大虫」を名乗って体外から病を治すことを誓い合い、鏡を2面作ってそれぞれ分け持ったことから、「大虫」「小虫」の神として崇められるようになったという。また、用明天皇の第3皇子麻呂子親王（聖徳太子の異母弟）が大江山にいた土蜘蛛という鬼賊を征伐するに際して、自ら刻んだ神像を納めて立願したという伝説があり、他に億計王（おけのみこ。後の仁賢天皇）と弘計王（をけのみこ。後の顕宗天皇）が即位前に潜伏したとも伝えられている。

### 平安時代以降
国史上では『文徳天皇実録』に従四位下に叙せられた記事があり、『延喜式神名帳』では小虫神社とともに名神大社に列し、現存する『丹後国神名帳』には「正一位大虫明神」と記されている。正応元年（1288年）には14町7反236歩（凡そ53,000坪、約18 ha）の神田を有していたようで、現在も温江地区に「御供田」や「燈明田」「油田」などの小字名が残されている。
その後室町時代初期に池ケ成から現在地へ遷座したというが、遷座の事情や経緯は不明である。現社地が属す温江は、『和名抄』に見える与謝郡謁叡（あちえ）郷の遺称地とされ、北接する明石（あけし）にかけての一帯に蛭子山古墳（全長145 m）に代表される大古墳や弥生から古墳時代前期に亘る住居跡が集中することから、古代丹後地方において最も開発の進んだ地帯であったと思われ、また、丹波国から丹後の国府（現宮津市国分に置かれていた）へ至る官道（令制における山陰道）が通い、字虫本からは大江山連峰を越えて由良川筋へ連絡する枝道が分かるなど、古代交通上の要衝でもあった。なお文化7年（1810年）刊の『丹後旧（きゅう）事記』巻之九には、現社地「虫本」の字名は天武天皇の白鳳14年に巡察使として派遣された石川虫名が自分の名前に因んで名付けたとの説を掲げている。
朝廷や貴族、武士に至るまで崇敬を集め、近世までは阿知江郷16か村の鎮守と崇められ、かつては後野（うしろの）の字地蔵堂に一の鳥居があったといい、明治までその踏石が存在したが、それも1887年（明治20年）頃に取り除かれた。1873年（明治6年）2月に豊岡県の村社に指定され、1877年（明治10年）4月に社殿再建中の失火により社殿や上述の麻呂子親王奉納と伝える神像、境内社に至るまで全焼したため、1881年（明治14年）4月に再建するとともに8月には村社阿知江神社（祭神少童命）と無格社床浦神社（祭神大田命）を合祀（ちなみに神像は江戸時代の模刻を祀るようになった）、1908年（明治41年）に神饌幣帛料供進社の指定を受け、1918年（大正7年）10月24日に府社に昇格した。戦後は神社本庁に参加している。

### 阿知江神社について
『延喜式神名帳』の「阿知江神社」（国幣小社）、『丹後国神名帳』の「従二位竭叡明神」に比定され、明治16年調『与謝郡神社明細帳』には、1881年（明治14年）に合祀されるまでは温江字湯の谷に鎮座していたと記すが、合祀先の大虫神社の現社地が本来の鎮座地であった可能性も含め、大虫・阿知江両式内社の原鎮座地や両者の関係に関して更なる検討が必要とする説も出されている。祭神は少童命とされ、『特選神名牒』に例祭日9月28日とある。なお『丹後旧事記』巻之九には、天照皇太神宮を祀るとともに犬鏡大明神を配祀すると説き、『宮津府志』を引用して麻呂子親王が勅命を受けて丹後国竹野の妖賊を征討するに際し、明鏡を戴いた白犬が親王を嚮導したので、その白犬の霊を「犬鏡大明神」と崇めるようになったとの伝えを記している。また、犬鏡大明神は麻呂子親王が当地の鬼賊を退治する際に鬼の姿が見えないので神仏に祈念すると、鏡を頭に付けた犬が来てその鏡で辺りを照らし、そのために鬼の姿も現れて退治することができたため、親王がその犬と鏡を池ケ成に祀ったもので、後に大虫神社へ合祀されたとの伝えもある。

### 床浦神社について
明治16年調『与謝郡神社明細帳』によると合祀されるまでは、字床浦（とくら）に鎮座していた。祭神については、温江村に源助という力自慢の農夫がおり、床浦の谷で大蛇を退治したが、その大蛇は谷の主であってその後源助に祟りをなしたので、自らの所業を悔いた源助が「床浦明神」として祀るようになり、以降農産物や村を守護する神として信仰されたという伝えがある。

## 祭祀
氏子区域は温江の虫本、奥手、湯之谷の3地区で（温江の残りの地区は小虫神社の氏子）、祭礼は小虫神社と合同で行われ、神楽と太刀振りが奉納される。奉納は江戸時代後半からというが、その由来は伝わっていない。現在の例祭日は4月最終日曜日で、加悦谷の諸神社とともに「加悦谷祭」（4月最終土・日曜日）を構成する。なお、『特選神名牒』には祭日を10月30日としているが、その後4月21日に変更され、さらに1889年（明治22年）頃から加悦谷の諸神社が全て天満神社（与謝野町加悦字天神山に鎮座する旧郷社）の天神祭（4月25日）にあわせて4月24・25日に統一固定し、2001年（平成13年）から現行日に変わったものである。
土曜日は宵宮で早朝から大虫・小虫両神社の氏子区域の全戸へ神楽と太刀振りが厄除けの門付けに訪れ、夕刻と翌日曜日の本祭に当神社と小虫神社へ順次奉納される。その際、宵宮で先に当神社で奉納されれば本祭では小虫神社から奉納し、翌年には宵宮で小虫神社から、本祭で当神社からと毎年順序が交替する決まりである。また、かつては当神社氏子と小虫神社氏子とで隔年交替で奉仕していたが、1972年（昭和47年）に温江太刀神楽保存会が結成され、以後合同で行っている。

### 神楽
神楽は所謂獅子舞で、伊勢神楽の系統に属す。「ツルギ（剣）」「スズ（鈴）」「オコリ（怒り）」の3演目があり、ツルギは剣を、「スズ」は鈴と御幣を採物とする（「オコリ」は空手）。獅子役と天狗役から成り、「ツルギ」で獅子が舞っている所へ天狗が現れ、獅子のまねをしてからかう。「スズ」では天狗が「ガチャガチャ」と呼ぶ木製の楽器を獅子の耳元で鳴らす。最後に天狗のからかいに獅子が怒って激しく舞う「オコリ」となる。

### 太刀振り
戦前は青年組が行っていたが戦後は小学3年生から中学3年生までの男子児童が行っている。技法は1番から5番までの5段階があり、1番は太刀を振るのみ、2番で跳躍が加わり、3番で太刀を片手持ちにし、4番で跳躍の難易度が増し、5番でさらに増すと、難易度が異なるため、3番までは全員が参加するが4・5番になると高学年の上達者のみとなる。また奉納の場所や目的によって「ホンブリ（本振り）」「ミチブリ（道振り）」「ダンブリ（段振り）」と3種に分かれ、「ホンブリ」は各戸への門付けと両神社社頭で、「ミチブリ」は神社の参道参進時に、「ダンブリ」は参道の石段を登る時に演じられる（技法の5段階を演じるのは「ホンブリ」のみで、しかも門付けでは通常3番までしか演じられない）。振り手は襦袢、裁着袴に襷を掛け、頭に白鉢巻を巻き草履を履く。なお、太刀はかつては真剣であったために怪我が絶えず、参加者は稽古に励むとともに奉納時には塩水を飲んで身を清めたという。

### 門付け
宵宮における門付けは忌中を除く全戸が対象で、神楽は「カマドキヨメ」と称し、獅子役が鈴を鳴らしながら御幣を振るだけの「ガラガラ」という簡単なものであるが、新築や出産などの慶事のある家では3種の舞い（「ツルギ」「スズ」「オコリ」）を舞うなど念入りに行われる。
なお、少子化に伴い平成26年度より二日間に分けて回っている。

### 宵宮
両神社拝殿において、まず神楽の清め「ガラガラ」があり、直後に太刀振りの「ミチブリ」「ダンブリ」、次いで3種の神楽が「四方舞」と称し、東西南北各方位でそれぞれ舞われる。最後に太刀振りの「ホンブリ」で終了する。

### 例祭
午前9時に始まり宵宮の儀式に同じいが、「ダンブリ」開始と同時に本殿祭を斎行、3種の神楽終了と同時に本殿祭も終わり参列者は社頭で「ホンブリ」を拝観する。

## 境内

### 鳥居
1937年（昭和12年）に建立したもののすぐに倒壊し、その後、1939年（昭和14年）に氏子等の寄付により再建されたものが現存する。同時に、倒壊した鳥居の石材で「府社大虫神社」の標柱が鳥居の前に建造された。
すぐ隣には、温江出身の文学者・与謝野礼厳の追念碑が建つ。

### 境内社
若宮神社（祭神・由緒不詳）、現皇稲荷神社（倉稲魂命、由緒不詳）

### 社殿
本殿は1881年（明治14年）の再建。桁行3間、梁間2間の切妻造平入、銅板葺で、千木・鰹木を飾る。拝殿は桁行3間、梁間2間入母屋造平入、瓦葺とする。

### 狛犬

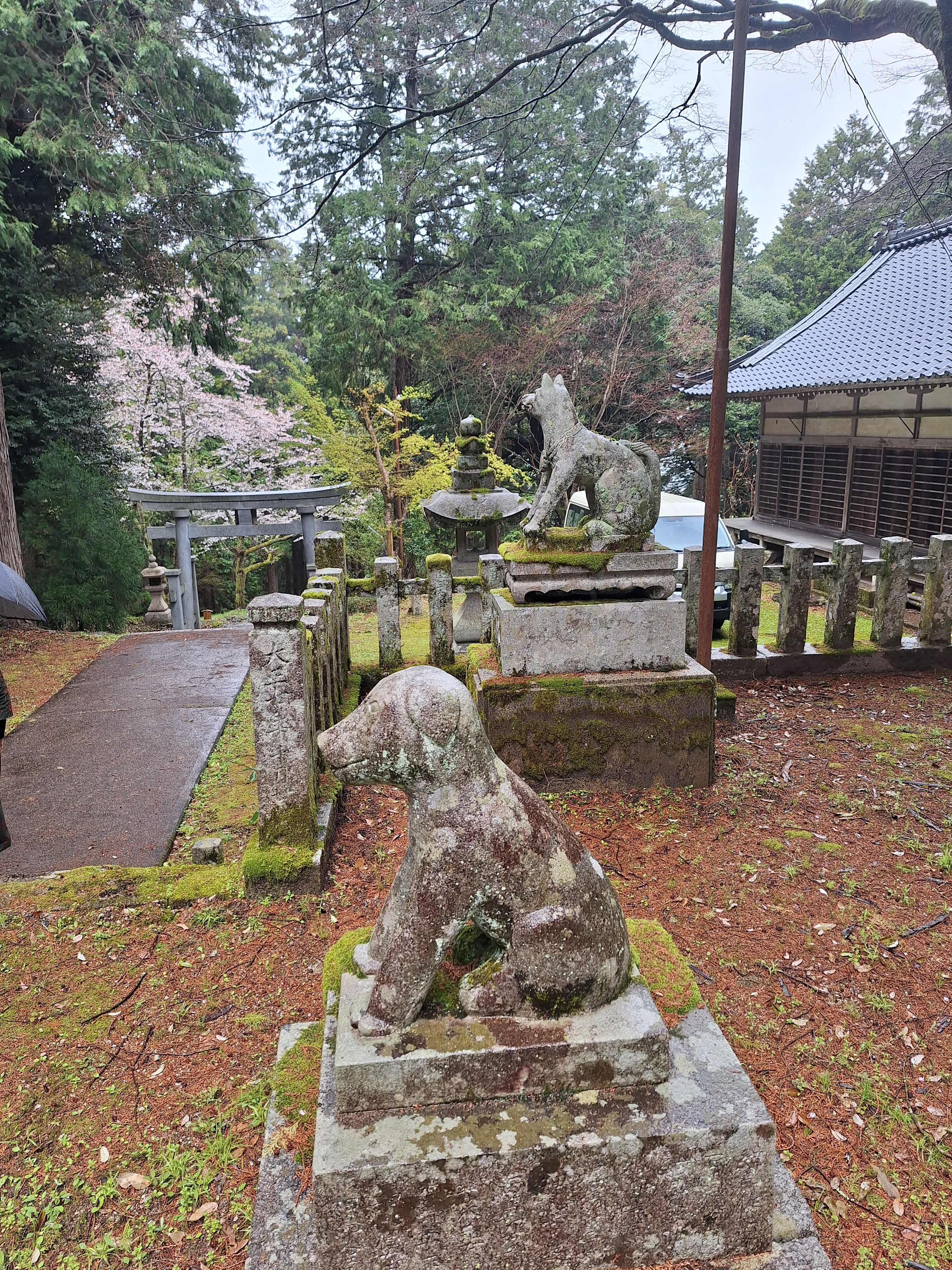
狛犬

## 文化財

### 与謝野町指定文化財
- 石造五重塔1基（建造物） - 1982年（昭和57年）6月10日指定。
- 経文断片1枚（考古史料） - 1929年（昭和4年）に発見された境内の経塚を発掘したところ、経筒3筒が出土（銅製2、土師器製1）、その中に納められていた経巻の10枚程の紙片の1枚で、「泰氏兄弟」と記されており、この「泰氏」は鎌倉時代中期（13世紀前葉）の丹後国守護であった足利泰氏の可能性があるという[3]。1982年（昭和57年）6月10日指定。

その他未指定であるが、五重塔の隣に「文明五年（1473年）」の刻銘のある宝篋印塔が建ち、神像は文政9年（1826年）製作の坐像で像高47センチメートル、江戸時代の神像彫刻の一端を知らしめるものである。